# Неофит (иеромонах)
Неофит (ум. 1727) — противораскольнический миссионер, иеромонах, ученик нижегородского архиепископа Питирима. В ходе его миссионерской деятельности появились «Поморские ответы» старообрядцев (1723).
22 апреля 1722 года Пётр I приказал направить миссионера в поморские «раскольнические станы». Выбор Синода пал на иеромонаха Неофита. Ему предписывалось вести беседы в присутствии местных гражданских властей, духовенства и простого народа, «достоверного ради свидетельства»; более важные вопросы и ответы записывать и записи скреплять подписями с обеих сторон; в увещании противников «утверждаться книгами»; трудные вопросы тщательно обдумывать и даже обращаться за их решением в синод, не принуждая и старообрядцев в подобных случаях к «скорому и неосмотрительному ответу»; с теми, которые «на разговорах» оказали бы упорство, предписывалось «никакой жестокости не употреблять и свободы их не пресекать».
23 сентября Неофит прибыл на Петровские заводы. Выговцы уже знали об определении синода, а также содержание данной Неофиту инструкции; первые прения с Неофитом состоялись 2 февраля 1723 года на занятой им квартире. Киновиархи выгорецкие решили ограничить контакты с Неофитом письменными объяснениями. Они стали просить его изложить на письме, о чём он будет вести «разговоры». Тот написал 106 вопросов и передал их по назначению. В июле 1723 года старообрядцы прислал ему свои ответы. Ответы выговцев образовали целую книгу — «Поморские ответы». Упросив обер-гофмейстера двора подать ответы императору, между тем как другой экземпляр ответов был послан Неофитом в синод, раскольники стали требовать от миссионера, чтобы «быть разглагольствию скорее». К сентябрю он успел составить «краткие возобличения» на их ответы. 4 и 5 сентября происходили многолюдные собрания. Неофит читал свои «возобличения»; выговцы требовали чтения своих «ответов», в устных же замечаниях были весьма уклончивы. Вследствие такой тактики разглагольствие только повредило делу Неофита. Те из простого народа, которые до тех пор ходили к нему и слушали его увещания, после разглагольствия стали, по его словам, «похвалять лживое ответствование» старообрядцев. Неофит стал предлагать синоду «изыскание» раскольников, особенно требо-исправителей (руководителей местного раскола), изъятие у них книг и так далее, но ни к каким результатам эти предложения не привели. Скончался в 1727 году.